# Zionistische Unie
De Zionistische Unie (Zionist Union) was een gezamenlijke lijst van de Israëlische Arbeidspartij, geleid door Yitzhak Herzog en Hatnuah, geleid door Tzipi Livni, voor de Israëlische parlementsverkiezingen van 2015. De Hebreeuwse naam is Ha-Machanèh Ha-Tsioni (המחנה הציוני, 'Het Zionistische Kamp'). De oprichters van de Zionistische Unie omschreven hun partij als een centrumlinkse partij.
De lijst haalde 24 zetels in de 20e Knesset.
De verkozen leden waren:
1. Yitzhak Herzog
2. Tzipi Livni (Hatnuah)
3. Shelly Yachimovich
4. Stav Shafir
5. Itzik Shmuli
6. Omer Bar-Lev
7. Yehiel Bar
8. Amir Peretz (Hatnuah)
9. Merav Michaeli
10. Eitan Cabel
11. Manuel Trajtenberg
12. Erel Margalit
13. Mickey Rosenthal
14. Revital Swid
15. Danny Atar
16. Yoel Hasson (Hatnuah)
17. Zouheir Bahloul
18. Eitan Broshi
19. Michal Biran
20. Nachman Shai
21. Ksenia Svetlova (Hatnuah)
22. Ayelet Nahmias-Verbin
23. Yossi Yona
24. Eyal Ben-Reuven (Hatnuah)

Israëlische politieke partijen in de 25e Knesset
Likoed · Yesh Atid · Partij van Nationale Eenheid (Blauw en Wit / Veerkracht voor Israël · Nieuwe Hoop) · Shas · Religieus-Zionistische Partij · Verenigd Thora-Jodendom (Agudat Yisrael · Degel HaTorah) · Otzma Yehudit · Yisrael Beiteinu · Ra'am · Hadash-Ta'al · Arbeidspartij · Noam
Israëlische politieke partijen buiten de 25e Knesset (vaak voormalige partijen)

Ale Yarok · Balad · Cheroet · Derech Eretz · Gezamenlijke Lijst · Hatnua · Het Joodse Huis · Hetz · Kach · Kadima · Kulanu · Meemad · Meretz · Nationaal-Religieuze Partij · Nieuw Rechts · Shinui · Unie van Rechtse Partijen · Yachad · Yamina · Zionistische Unie